# 天文日記
『天文日記』（てんぶんにっき）は、室町時代後期・戦国時代の僧侶、本願寺10世証如の日記。証如が21歳であった天文5年（1536年）正月から同23年（1554年）8月2日までの記録がある（天文14・19年は欠）。最盛期の大坂本願寺内部の運営や、戦国時代の都市や社会、政治の実態を知ることができる一級の史料である。国の 重要文化財。

## 書誌
当記は天保14年（1843年）に西本願寺西庫で発見され、万延元年（1860年）に整理された。形態としては冊子46冊、巻子8巻で構成されている。別名は『本願寺日記』・『証如上人日記』・『天文座右日記』・『光教日記』など。原本は西本願寺が所蔵している。写本として龍谷大学所蔵『天文日記抄』・『天文日記抜抄』（天保15年書写）があり、他に京都大学や東京大学史料編纂所にも写本がある。関連資料として『天文日記』とは別に、法要や音信についての証如の記録も残っている。

## 日記の内容
大坂本願寺を統べる首長として証如は、都市・政治・宗教に関わる様々な事柄を日記に書き残している。

### 本願寺の日常

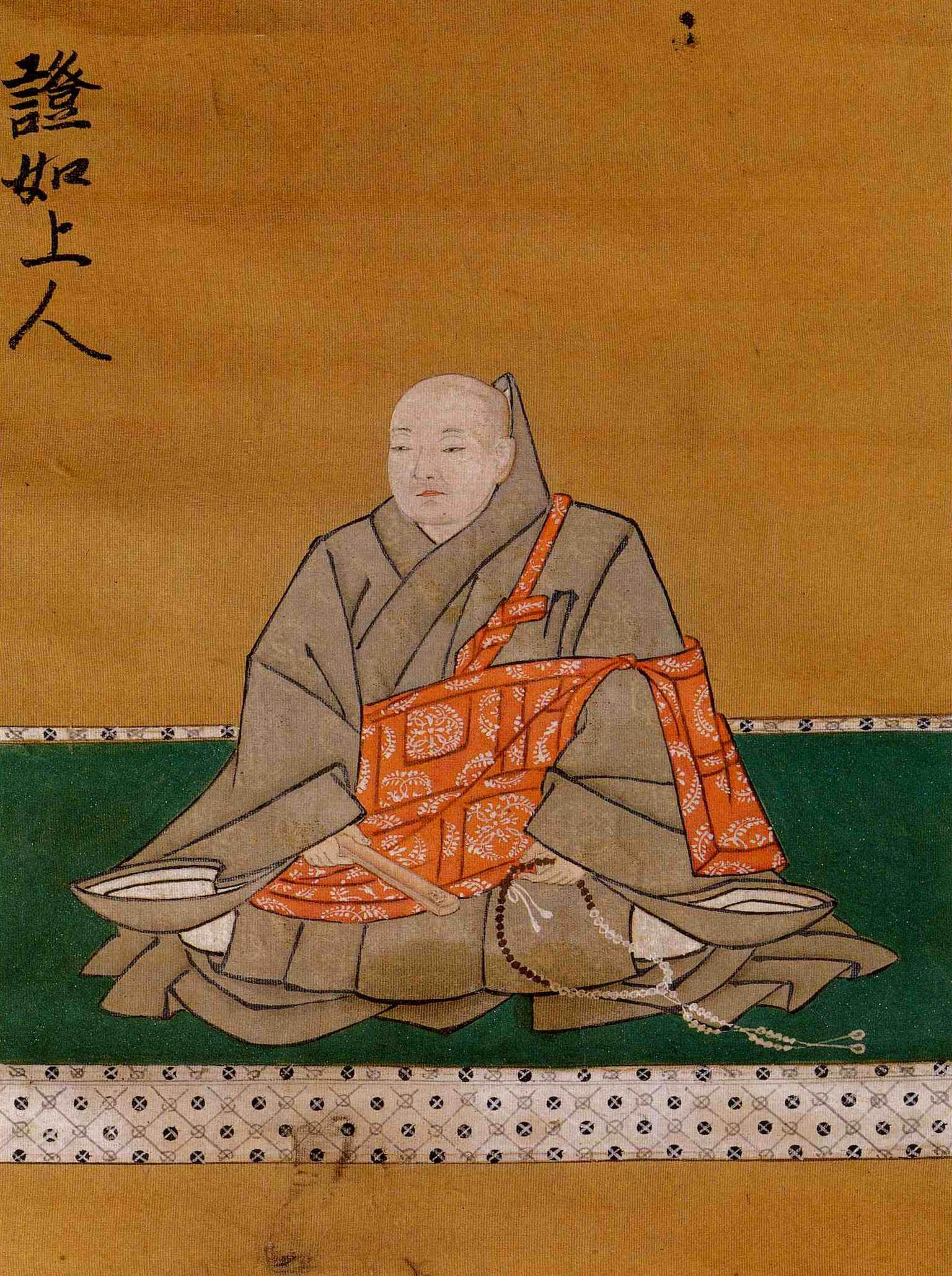
証如影像

日記の書き手である証如は、大坂寺内町の最高責任者であり、寺内町の実態や様子について多く記録している。『天文日記』が書かれた頃の大坂寺内町は、6つの町によって構成されており、寺内町人は正月に証如へ挨拶の対面、町の治安維持を行うなど本願寺と深いつながりを持っていた。本願寺の警護に従事した町人らは番衆と呼ばれ、彼らは使者としての活動や時間の知らせといった、日常に欠かせない業務を行っていた。その他、『天文日記』には50種類以上の職人や商人が記録され、当時の寺内町の隆盛を伝える。証如は彼らの法要を行ったり、年貢徴収に関与させたり、争いの裁許を行っていた。これら商人・職人らは大坂寺内町内の人物だけでなく、様々な地域の人間も含まれている。彼らは本願寺門徒でもあり、証如は彼らを掌握することで情報収集や貨幣流通の円滑化を果たしていた。寺内町には諸公事免除などの特権が認められており、町人らは特権を享受する代わりに、本願寺の諸役を負担していた。証如自身も毎日多くの来訪者と対面しなければならず、多忙であったとされる。

### 諸勢力との関係
日記では本願寺や寺内町内部のことだけでなく、本願寺を取り巻く諸勢力との関係も記録されている。これは記主の証如が本願寺関係者だけでなく、室町幕府や畿内武将の関係者、各地の寺社勢力、寺内町の住民、芸能者、朝廷・公家勢力らと関係を有していたためである。例えば、寺内町の住人が寺外で揉め事に関わった場合、寺内町の領主として近隣の領主と交渉をしなければならなかった。
日記が書き始められた当初は、室町幕府や諸武将との関係が多く書かれている。これは、それまで本願寺が将軍足利義晴や細川晴元といった武将らと対立しており、彼らとの関係修繕が課題とされていたためである。証如は、重要な交渉相手である武将の使者とのやり取りを詳細に記録していた。武家勢力との政治的緊張が緩和された後も、日常的な音信・贈答についての詳細な記録は継続している。
戦国期の本願寺は寺格の昇格を目指していた関係から、日記には朝廷や青蓮院門跡などの京都の公家勢力についても記事が残されている。証如は朝廷へ経済的支援を行うことで、朝廷から僧官や勅願寺認定などの見返りを得ていた。さらに日記には、飛鳥井雅綱による蹴鞠の指南や、甘露寺伊長による和歌指導など、証如が公家から文化的素養を吸収していた記事も見受けられる。

### 証如の人物像
歴史学者の神田千里は『天文日記』に見える証如の性格を、商業都市の領主、本願寺教団の門主、加賀国（当時本願寺門徒が支配していた）国主、公家社会の構成員という4つに分類している。特に、中世の歴代本願寺門主のうち、まとまった日記が残されているのは証如のみであり、このことから証如は特に公家的な性格を有した門主であったと指摘されている。また、記事の頭注には、記事の性格に応じて種々の記号が付けられており、証如の几帳面な性格が示唆される。